# Michel Roucou
Michel Roucou (* 16. August 1985) ist ein seychellischer Politiker der Linyon Demokratik Seselwa (LDS), der unter anderem Mitglied der Nationalversammlung ist.

## Leben
Michel Roucou, der in Mont Fleuri aufwuchs, arbeitete nach dem dortigen Schulbesuch als Flughafenpolizist, Luftsicherheitsbeauftragter, Beauftragter für Öffentlichkeitsarbeit und Compliance- und Durchsetzungsbeauftragter am Flughafen Seychellen. Bei der Parlamentswahl am 20. /22. Oktober 2020 wurde er für die Demokratische Allianz/Union der Seychellen LDS (Linyon Demokratik Seselwa) im Wahlkreis „Mont Fleuri“ zum Mitglied der Nationalversammlung. In der aktuellen siebten Legislaturperiode (2020 bis 2025) ist er Mitglied des Ausschusses für Verteidigung und Sicherheit (Defence and Security Committee).

## Weblink
- Hon. Michel Roucou. In: Homepage der Nationalversammlung. Abgerufen am 17. Dezember 2024 (englisch).